# Nederlandse kampioenschappen schaatsen afstanden 2015 - 1000 meter mannen
De 1000 meter mannen op de Nederlandse kampioenschappen schaatsen afstanden 2015 werd gereden op zondag 2 november 2014 in ijsstadion Thialf te Heerenveen. Er namen vierentwintig mannen deel.

## Statistieken

### Uitslag
| Positie | Schaatser             | Paar | Baan | Tijd       |
| ------- | --------------------- | ---- | ---- | ---------- |
| Goud    | Kjeld Nuis            | 9    | I    | 1:08.25    |
| Zilver  | Stefan Groothuis      | 9    | O    | 1:08.56    |
| Brons   | Koen Verweij          | 10   | I    | 1:09.15    |
| 4       | Hein Otterspeer       | 8    | O    | 1:09.25    |
| 5       | Kai Verbij            | 11   | O    | 1:09.56    |
| 6       | Pim Schipper          | 5    | O    | 1:09.79    |
| 7       | Gerben Jorritsma      | 8    | I    | 1:09.84    |
| 8       | Michel Mulder         | 10   | O    | 1:09.86    |
| 9       | Thomas Krol           | 11   | I    | 1:10.29    |
| 10      | Sjoerd de Vries       | 12   | O    | 1:10.45    |
| 11      | Aron Romeijn          | 6    | I    | 1:10.75(5) |
| 11      | Lucas van Alphen      | 6    | O    | 1:10.75(5) |
| 13      | Thijs Roozen          | 2    | I    | 1:10.76    |
| 14      | Paul-Yme Brunsmann    | 7    | O    | 1:10.96    |
| 15      | Peter Groen           | 1    | I    | 1:11.14    |
| 16      | Dai Dai Ntab          | 3    | I    | 1:11.33    |
| 17      | Lieuwe Mulder         | 5    | I    | 1:11.47    |
| 18      | Joost Born            | 3    | O    | 1:11.59    |
| 19      | Patrick Roest         | 1    | O    | 1:11.69    |
| 20      | Alexander van Hasselt | 4    | I    | 1:11.80    |
| NC      | Carlo Cesar           | 4    | O    | DNF        |
| NC      | Maurice Vriend        | 7    | I    | DNF        |
| NC      | Lennart Velema        | 12   | I    | DQ         |
| NC      | Karsten van Zeijl     | 2    | O    | DQ         |

Bron:
Scheidsrechter: Jan Bolt 
 Starter: Wim van Biezen 

 Start: 13.26 uur. Einde: 13.57 uur

### Loting
| Rit | Binnenbaan            | Buitenbaan         |
| --- | --------------------- | ------------------ |
| 1   | Peter Groen           | Patrick Roest      |
| 2   | Thijs Roozen          | Karsten van Zeijl  |
| 3   | Dai Dai Ntab          | Joost Born         |
| 4   | Alexander van Hasselt | Carlo Cesar        |
| 5   | Lieuwe Mulder         | Pim Schipper       |
| 6   | Aron Romeijn          | Lucas van Alphen   |
| 7   | Maurice Vriend        | Paul-Yme Brunsmann |
| 8   | Gerben Jorritsma      | Hein Otterspeer    |
| 9   | Kjeld Nuis            | Stefan Groothuis   |
| 10  | Koen Verweij          | Michel Mulder      |
| 11  | Thomas Krol           | Kai Verbij         |
| 12  | Lennart Velema        | Sjoerd de Vries    |

1987 · 
1988 · 
1989 · 
1990 · 
1991 · 
1992 · 
1993 · 
1994 · 
1995 · 
1996 · 
1997 · 
1998 · 
1999 · 
2000 · 
2001 · 
2002 · 
2003 · 
2004 · 
2005 · 
2006 · 
2007 · 
2008 · 
2009 · 
2010 · 
2011 · 
2012 · 
2013 · 
2014 · 
2015 · 
2016 · 
2017 · 
2018 · 
2019 · 
2020 · 
2021 · 
2022 · 
2023 · 
2024 · 
2025